# Excorallana meridionalis
Excorallana meridionalis là một loài chân đều trong họ Corallanidae. Loài này được Carvacho & Yanez miêu tả khoa học năm 1971.